# Margaret Bell (lekkoatletka)
Mary Margaret Bell, później Ryan i Gibson (ur. 26 stycznia 1917 w Seven Persons, zm. 10 maja 1996 w North Vancouver) – kanadyjska lekkoatletka, specjalizująca się w skoku wzwyż, medalistka Światowych Igrzysk Kobiet i igrzysk Imperium Brytyjskiego w 1934.

## Kariera sportowa
Zdobyła brązowy medal w skoku wzwyż na igrzyskach Imperium Brytyjskiego w 1934 w Londynie, przegrywając jedynie z Marjorie Clark ze Związku Południowej Afryki i swoją koleżanką z reprezentacji Kanady Evą Dawes. Na rozegranych miesiąc później Światowych Igrzyskach Kobiet w 1934 w Londynie również wywalczyła brązowy medal, za Selmą Grieme z Niemiec i Mary Milne z Wielkiej Brytanii.
Zajęła 9.–13. miejsce w skoku wzwyż na igrzyskach olimpijskich w 1936 w Berlinie i 4. miejsce na igrzyskach Imperium Brytyjskiego w 1938 w Sydney.
Była mistrzynią Kanady w skoku wzwyż w 1936 i brązową medalistką w 1934.
1 lipca 1936 w Vancouver wyrównała rekord Kanady w skoku wzwyż wynikiem 1,60 m. Był to najlepszy wynik w jej karierze.